# Éric Cubilier
Éric Cubilier (Niza, Francia, 9 de mayo de 1979) es un futbolista francés, se desempeña como defensa o lateral izquierdo, siendo un jugador defensivamente muy polivalente. Actualmente juega en el SC Bastia.

## Clubes
| Club                | País    | Año         |
| ------------------- | ------- | ----------- |
| OGC Niza            | Francia | 1996 - 2001 |
| AS Mónaco           | Mónaco  | 2001 - 2003 |
| Paris Saint-Germain | Francia | 2003 - 2004 |
| RC Lens             | Francia | 2004 - 2005 |
| AS Mónaco           | Mónaco  | 2005 - 2006 |
| FC Nantes           | Francia | 2006 - 2007 |
| FC Metz             | Francia | 2007 - 2008 |
| SC Bastia           | Francia | 2009 -      |

- Datos: Q2301183
- Multimedia: Éric Cubilier / Q2301183